# SEAT Altea
SEAT Altea — компактвэн, созданный испанской компанией SEAT и названный в честь муниципалитета Альтеа. Разработан Вальтером де Сильва. Выпускался с 2004 по 2015 год. Идентичен SEAT Toledo третьего поколения, за исключением размеров и формы задней части кузова.
Это пятиместный семейный автомобиль с более спортивным имиджем, чем у конкурентов. Автомобиль создан на платформе A5 (PQ35) от VAG. Из особенностей дизайна стоит отметить стеклоочистители с «вертикальной парковкой» (прячутся в передние стойки).
Автомобиль получил пять звёзд по безопасности в рейтинге Euro NCAP. Выпускается в шести базовых вариантах комплектации: Essence, Reference, Reference Sport, Stylance, Sport и FR. Также имеется широкий выбор бензиновых и дизельных двигателей с четырьмя вариантами КПП — ручные пяти- и шестиступенчатые, пятиступенчатый автомат типтроник и шестиступенчатый автомат DSG. Кроме того, автомобиль удостоился нескольких наград за дизайн и внешний вид.
Увеличенная версия автомобиля, Altea XL была впервые показана в 2006 году на Парижском автосалоне. В 2007 году появилась модель Altea Freetrack с подключаемым полным приводом и увеличенной высотой подвески. В 2015 году автомобиль был снят с производства.